# Rhopalosiphoninus hydrangeae
Rhopalosiphoninus hydrangeae är en insektsart. Rhopalosiphoninus hydrangeae ingår i släktet Rhopalosiphoninus och familjen långrörsbladlöss. Inga underarter finns listade i Catalogue of Life.